# Đồ họa
Đồ họa là một lĩnh vực truyền thông trong đó thông điệp được tiếp nhận qua con đường thị giác. Thiết kế đồ họa là tạo ra các giải pháp bằng hình ảnh cho các vấn đề truyền thông.

## Các loại hình đồ họa
- Đồ họa độc lập (Đồ họa giá vẽ)
- Đồ họa in ấn
- Đồ họa máy tính

Ở Việt Nam, việc dùng các thuật ngữ đồ họa chỉ là tương đối, bởi việc đặt tên các thuật ngữ đồ họa là dựa trên ý nghĩa sử dụng của nó. Ví dụ: đồ họa thương nghiệp, đồ họa vẽ tem, đồ họa quảng cáo vân vân... Và thiết kế đồ họa thực sự là gì vẫn đang còn là vấn đề tranh cãi. Một số trường đại học vẫn theo quan điểm đào tạo đồ họa là trang trí gần với hội họa, một số các trung tâm đào tạo về sử dụng phần mềm đồ họa coi đồ họa là một phần của tin học và một số trường lại tiếp nhận quan điểm của phương Tây coi đồ họa và một lĩnh vực truyền thông.

### Trong mỹ thuật công nghiệp
Trong mỹ thuật công nghiệp, đồ hoạ là môn xử lý hình ảnh trên ngôn ngữ tạo hình là tín hiệu số, qua các thiết bị như máy tính, máy ảnh số, máy quay phim số. Từ các yếu tố có thể bố cục tạo hình trên máy tính, người ta tạo ra một bố cục cân đối hoàn chỉnh.
Kèm theo ngành này là chế bản, 2 môn này đan xen và kết hợp với nhau.
Các ứng dụng của đồ họa là quảng cáo công nghiệp, thiết kế công nghiệp...